# Milanko Rašković
Milanko Rašković (serbisch-kyrillisch Миланко Рашковић, * 13. März 1981 in Raška) ist ein serbischer Fußballspieler.

## Karriere
Milanko Rašković begann seine Karriere beim FK Bane, von wo er 2002 zu Zeta Golubovci wechselte. Nach drei Jahren wechselte er zum FK Roter Stern Belgrad. Von 2008 bis 2010 stand der Stürmer beim rumänischen Verein Pandurii Târgu Jiu unter Vertrag. 2011 wurde er vom kasachischen Erstligisten Schachtjor Qaraghandy verpflichtet.